# Dasanayakanahalli, Bangalore North
Dasanayakanahalli là một làng thuộc tehsil Bangalore North, huyện Bangalore Urban, bang Karnataka, Ấn Độ.